# サンペドロ (哨戒フリゲート)
サンペドロ (USS San Pedro, PG-145/PF-37) は、アメリカ海軍の哨戒フリゲート。タコマ級フリゲートの1隻。艦名はカリフォルニア州サンペドロに因む。

## 艦歴
サンペドロは海事委任契約（船体番号1448）の下1943年4月17日にカリフォルニア州ウィルミントンのコンソリデーテッド・スチール社で起工した。4月15日まではPG-145と呼ばれた。1943年6月11日にヴァージニア・アン・マッセーによって命名、進水、1943年10月23日に艦長C・O・アシュレイ沿岸警備隊少佐の指揮下就役した。
整調後サンペドロは太平洋南西部に向けて出航した。1944年4月初めはアドミラルティ諸島で短期間の船団護衛任務に従事し、同月末は西部ニューギニア統合部隊の一部となった。サンペドロは部隊の最初の任務でホーランディアに移動し、6月にはビアク島に、7月にはヌムフォル島、8月にはサンサポア岬に移動した。9月にはモロタイ島に向かう、PTボート用の完全装備された拠点を整備するためのタグボートと艀船船団の護衛を行った。
10月18日にサンペドロはレイテ島攻撃のための船団と共に出航した。月末には日本軍による航空攻撃に対する対空支援を行い、敵機2機を撃墜した。レイテ島への攻撃は陸上へ継続した一方、サンペドロはホーランディアとレイテ島間の補給船団を護衛した。12月5日、レイテ島付近で1機の日本軍機が船団に対して攻撃を行い、リバティ船アントワーヌ・ソーグレイン (SS Antoine Saugrain) に魚雷を発射した。日本軍機は友軍機を引き連れ再びリバティ船に致命的な打撃を与えた。サンペドロはリバティ船の生存者178名を救助し、同時に沈みゆく船に対する三度目の攻撃を撃退するのを支援した。
サンペドロは1944年12月17日に太平洋南西部を出航し、オーバーホールのためマサチューセッツ州ボストンに向かう。4月にオーバーホールが完了すると、サンペドロはアリューシャン列島に向けて出航した。サンペドロは1945年7月12日にアラスカ州コールド・ベイで退役し、翌日ソ連海軍に引き渡された。
ソ連では、「護衛艦」を意味する「EK」の略号を与えられ、EK-5(ЭК-5エーカー・ピャーチ)の艦名で7月23日付けで太平洋艦隊に編入された。EK-5は、8月12日に行われた羅津上陸作戦に参加した。
1949年10月17日にはアメリカ海軍に返還され、1953年3月30日、日米船舶貸与協定に基づき第3回貸与艦として警備隊（後の海上自衛隊）に貸与され、「かや (PF-8)」 として就役し、同年4月1日、第2船隊に編入された。なお、同日付けで第1船隊群（後の第1護衛隊群）が新編され第2船隊は同群に編入された。1957年5月10日、第2護衛隊（第2船隊から改称）が廃止及び練習隊群の新編により第1練習隊に編入され、「かや」は第1回及び第2回遠洋練習航海に参加した。同年9月1日、艦籍番号がPF-288に変更された。1961年12月1日にアメリカ海軍から除籍、1962年8月28日付で貸与から供与へと変更された。1964年12月10日、第1潜水隊に編入。潜水艦の訓練支援任務につくため、後部の3インチ砲及び両舷の爆雷投射機を撤去し、訓練魚雷揚収用のダビット等を装備した。1965年2月1日、第1潜水隊群新編に伴い旗艦として編入。1972年3月31日に保管船（YAC-23）に区分変更された。保管船に区分変更後は佐世保教育隊の停泊実習船として使用され、1977年4月1日に除籍された。1978年7月26日にアメリカ海軍に返還されたが、防衛庁技術研究本部が実艦標的とするため競売で落札、開発中の国産空対艦ミサイルASM-1の標的艦とするため所要の艤装工事が実施され、1979年6月13日、対艦ミサイルの標的艦として撃沈されている。
「かや」は18隻貸与されたPFの中で最も長く自衛艦籍に留まったPFであった。
サンペドロは第二次世界大戦の戦功で4個の従軍星章を受章した。